# ジョージ・ヘンリー・ライト
ジョージ・ヘンリー・ライト（英語: George Henry Wright、1849年10月26日 - 1912年4月15日）は、カナダの実業家、篤志家。ハリファックスを中心に活躍した。タイタニック号に一等船客として乗船していたが、同船の沈没事故により犠牲となった。

## 生涯

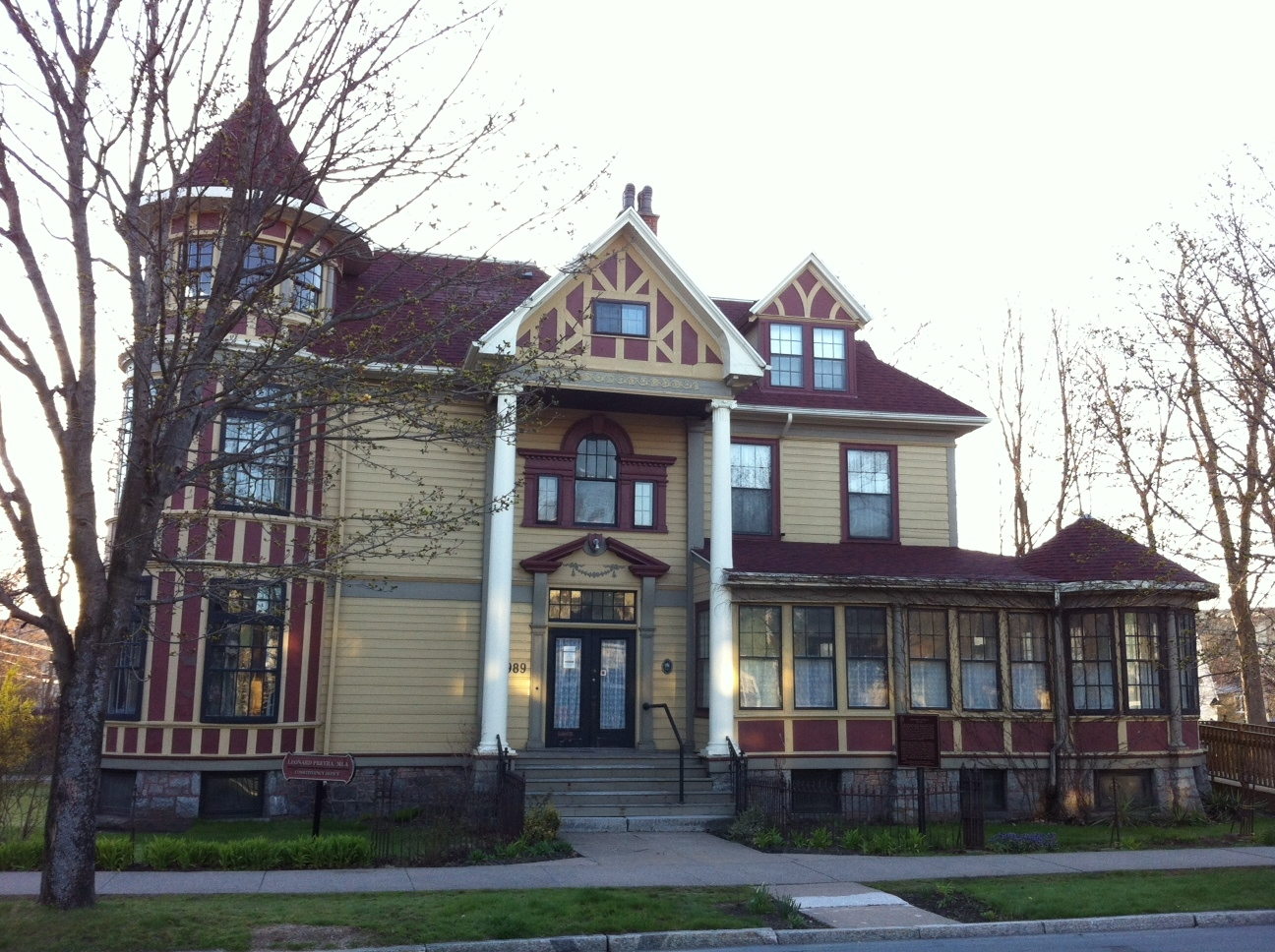
ハリファックスの女性地方審議会に遺贈された邸宅

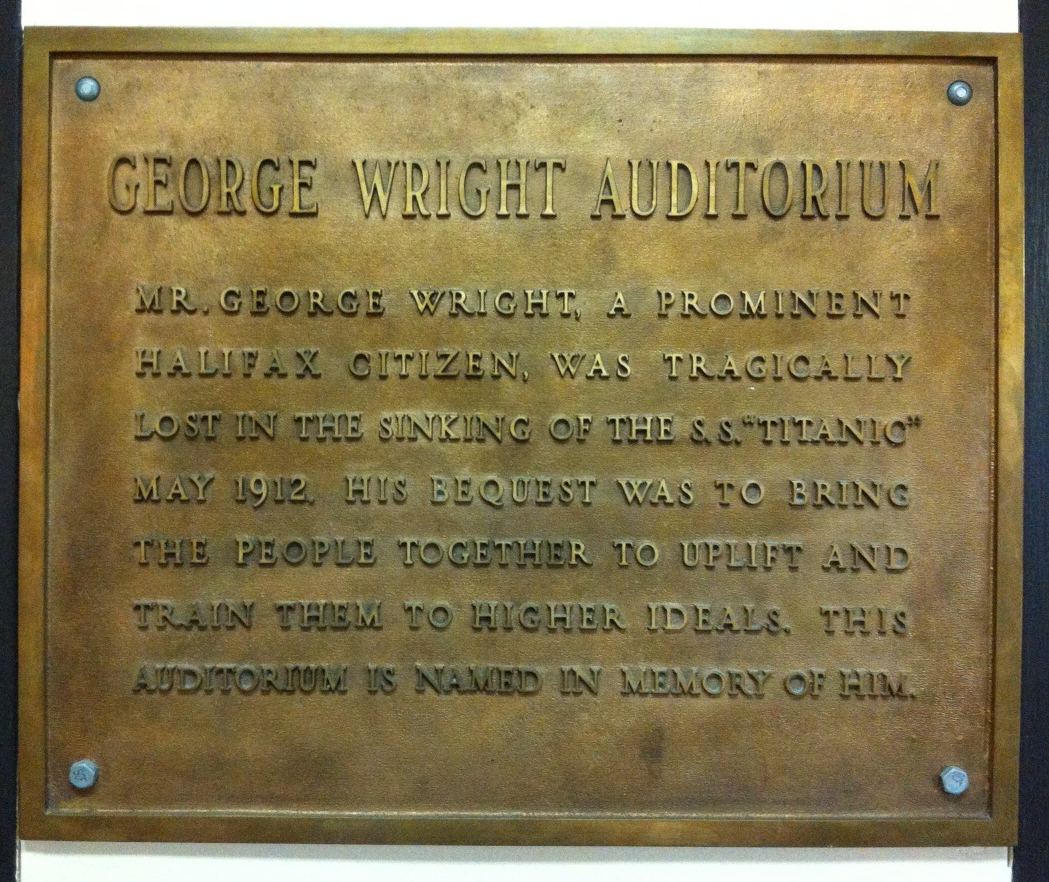
ノバスコシアのY.M.C.A.にあるライトの銘板

ジョージ・ヘンリー・ライトは1849年10月26日に、イギリス領カナダのノバスコシア州ライツ湾で農夫の子として生まれた。
1876年にフィラデルフィアで開催された万国博覧会を訪問した際、国際的な企業名鑑を編集する発想を得た。その案を元にボストンで印刷業を展開し、成功を収めている。彼の作成した国際企業名鑑は、大陸を越え多くの企業にとって必要不可欠のものとなった。その後ハリファックスへ戻り、以降はハリファックスに投資をするなどして街へ貢献を行った。ヤング通り989番地の彼の持ち家や、彼の公共建造物2棟（バーリントン通り1672番地のマーブル・ライトビルとバーリントン通り1684番地のセント・ポールビル）いずれもハリファックスの中心地に建てられていた。これらは建築家のジェームズ・チャールズ・フィリップ・デュマレスクによる作品である。
ライトはまた、ハリファックスで初めて住宅プロジェクトを推進した篤志家でもある。貧困層に向けた住宅の確立を目指して建設業に参入した彼は、ハリファックスで富裕層と貧困層を統合した宅地区画を作り上げた。また、女性の政治参加を議論するハリファックス女性地方評議会に自身の邸宅を遺している。なお、カナダにおける女性参政権の実現は彼の死後6年を経て達成された。さらに、ノバスコシアのY.M.C.A.設立やダルハウジー大学に対して大きな貢献を為した人物の一人にも挙げられる。
ライトはヨット操縦にも熱心であり、彼は数隻のヨットを保有していた。自身の名を冠したジョージ・ライト杯を創設したが、これは王立ノバスコシア・ヨット戦隊が主催するセイルレースの優勝杯である。
1911年秋、ライトは遠洋定期船エンプレス・オブ・アイルランド号でヨーロッパに渡った。彼がタイタニック号の処女航海を知ったのはパリ滞在中のことである。
1912年4月10日、彼はタイタニック号に一等船客として乗船した。なお、航海中に配られた乗客リストに彼の名前は記載されていない。従って彼がどの船室に割り当てられたのかははっきりしないが、商用利用者が多く割り当てられたEデッキの個人船室だった可能性が高い。4月14日の午後11時40分、北大西洋を航行中だったタイタニック号は氷山と衝突した。多くの乗客が甲板に上がって避難する中、最後まで彼が出てくることはなかった。友人が推測するところに拠れば、彼は眠りの深い人物であったため、おそらく14日の夕刻に床についてから沈没まで目覚めることがなかったとされている。彼の遺体は見つからなかったが、もし引き上げられていたとしても特定はされなかった。彼の墓標はダートマスのクライストチャーチ墓地に位置している。

## 顕彰
- ハリファックスには、彼の名を取った「ライト通り」が存在する。
- 王立ノバスコシア・ヨット戦隊（英語版）主催のレースには、彼の名を取った優勝杯が存在する。